# Belenki
Belenki (en rus: Беленький) és un poble (un possiólok) de l'óblast de Saràtov, a Rússia, segons el cens del 2010 tenia 36 habitants. Pertany al districte municipal de Saràtov.